# Diaphus signatus
Diaphus signatus är en fiskart som beskrevs av Gilbert, 1908. Diaphus signatus ingår i släktet Diaphus och familjen prickfiskar. Inga underarter finns listade i Catalogue of Life.